# 彭昚
彭昚（1385年—？），字孝常，直隸蘇州府嘉定縣東南隅人，明朝政治人物。進士出身。

## 生平
應天府鄉試第二百七十六名。永樂十年（1412年）壬辰科會試一百名，殿試登進士第三甲第四十四名。

## 家族
曾祖彭純甫。祖父彭均祐。父亲彭耳。